# Candy (倖田來未の曲)
「Candy」（キャンディー）は、倖田來未の楽曲で、Mr.Blistahとのコラボレーション・ソングである。2006年1月18日に25枚目のシングルとして発売された。

## 解説
- 12週連続シングルリリースの第7弾で、5万枚完全限定生産作品。ジャケットイメージはアフリカ。

## 収録曲
（作詞：Kumi Koda Mr.Blistah / 作曲・編曲：Daisuke "D.I" Imai）
1. Candy feat.Mr. Blistah [4:11]
2. Candy feat.Mr. Blistah -Instrumental- [4:12]

## 収録アルバム
- Candy feat.Mr.Blistah
  - 『BEST 〜second session〜』
  - 『OUT WORKS & COLLABORATION BEST』
  - 『BEST 〜2000-2020〜』(ファンクラブ限定盤)

## 収録ライブ映像
☆は、Mr.Blistahと共演。
- Candy feat.Mr.Blistah
  - 『BEST 〜second session〜 リリースパーティー』(LIVE TOUR 2005 〜first things〜 deluxe edition)
  - 『KODA KUMI LIVE TOUR 2006-2007 〜second session〜』
  - 『KODA KUMI SPECIAL LIVE “Dirty Ballroom” 〜One Night Show〜』(TRICK、リミックスバージョン) ☆
  - 『Koda Kumi Fanclub Live Tour～Let's Party Vol.2～』(Bon Voyage)
  - Koda Kumi 15th Anniversary First Class 2nd LIMITED LIVE at STUDIO COAST』(WALK OF MY LIFE、ファンクラブ限定盤)
  - 『Koda Kumi 15th Anniversary Premium Live』(WINTER of LOVE、ファンクラブ限定盤) ☆